# 200 mètres dos masculin aux Jeux olympiques d'été de 2020
Navigation
Rio 2016 Paris 2024
Le 200 m dos hommes est une épreuve des Jeux olympiques d'été de 2020 qui a eu lieu entre les 28 et 30 juillet au Centre aquatique olympique de Tokyo.

## Records
Avant cette compétition, les records dans cette discipline étaient :
| Record du monde  | 1:51.92 | Aaron Peirsol | 31 juillet 2009 | Rome, Italie         |
| Record olympique | 1:53.41 | Tyler Clary   | 2 août 2012     | Londres, Royaume-Uni |

Le record suivant a été établi pendant la compétition :
| Date       | Tour   | Nom          | Nationalité | Temps   | Record |
| ---------- | ------ | ------------ | ----------- | ------- | ------ |
| 30 juillet | Finale | Evgeny Rylov | ROC         | 1:53.27 | OR     |

## Programme
L'épreuve de 200 m dos se déroule pendant trois jours consécutifs suivant le programme suivant :
Tous les horaires correspondent à l'UTC+9
| Date                     | Horaire | Manche       |
| ------------------------ | ------- | ------------ |
| Mercredi 28 juillet 2021 | 19 h 21 | Séries       |
| Jeudi 29 juillet 2021    | 11 h 04 | Demi-finales |
| Vendredi 30 juillet 2021 | 10 h 50 | Finale       |

## Médaillés
| Or           | Argent      | Bronze         |
| Evgeny Rylov | Ryan Murphy | Luke Greenbank |

## Résultats

### Séries
Les seize meilleurs nageurs se qualifient pour les demi-finales,.
| Rang | Série | Ligne | Nom                  | Nationalité     | Temps   | Remarques |
| ---- | ----- | ----- | -------------------- | --------------- | ------- | --------- |
| 1    | 2     | 4     | Luke Greenbank       | Grande-Bretagne | 1:54.63 | Q         |
| 2    | 4     | 4     | Evgeny Rylov         | ROC             | 1:56.02 | Q         |
| 3    | 4     | 5     | Bryce Mefford        | États-Unis      | 1:56.37 | Q         |
| 4    | 2     | 1     | Lee Ju-ho            | Corée du Sud    | 1:56.77 | Q, NR     |
| 5    | 1     | 4     | Grigory Tarasevich   | ROC             | 1:56.82 | Q         |
| 6    | 2     | 6     | Radosław Kawęcki     | Pologne         | 1:56.83 | Q         |
| 7    | 3     | 4     | Ryan Murphy          | États-Unis      | 1:56.92 | Q         |
| 8    | 2     | 5     | Ryosuke Irie         | Japon           | 1:56.97 | Q         |
| 9    | 4     | 3     | Keita Sunama         | Japon           | 1:57.07 | Q         |
| 10   | 4     | 2     | Tristan Hollard      | Australie       | 1:57.24 | Q         |
| 11   | 3     | 6     | Roman Mityukov       | Suisse          | 1:57.45 | Q         |
| 12   | 4     | 6     | Brodie Williams      | Grande-Bretagne | 1:57.48 | Q         |
| 13   | 4     | 8     | Nicolás García       | Espagne         | 1:57.62 | Q         |
| 14   | 2     | 3     | Ádám Telegdy         | Hongrie         | 1:57.70 | Q         |
| 15   | 3     | 5     | Xu Jiayu             | Chine           | 1:57.76 | Q, WD     |
| 16   | 2     | 7     | Markus Thormeyer     | Canada          | 1:57.85 | Q         |
| 17   | 3     | 3     | Yohann Ndoye Brouard | France          | 1:57.96 | Q         |
| 18   | 4     | 7     | Jan Čejka            | Tchéquie        | 1:58.02 |           |
| 19   | 4     | 1     | Christian Diener     | Allemagne       | 1:58.27 |           |
| 20   | 3     | 2     | Matteo Restivo       | Italie          | 1:58.36 |           |
| 21   | 1     | 5     | Martin Binedell      | Afrique du Sud  | 1:58.47 |           |
| 22   | 3     | 1     | Francisco Santos     | Portugal        | 1:58.58 |           |
| 23   | 2     | 8     | Berke Saka           | Turquie         | 1:58.66 |           |
| 24   | 2     | 2     | Kaloyan Levterov     | Bulgarie        | 1:58.96 |           |
| 25   | 3     | 7     | Mewen Tomac          | France          | 1:59.02 |           |
| 26   | 1     | 6     | Robert Glință        | Roumanie        | 1:59.18 |           |
| 27   | 3     | 8     | Jakub Skierka        | Pologne         | 1:59.30 |           |
| 28   | 1     | 3     | Yakov Toumarkin      | Israël          | 1:59.65 |           |
| 29   | 1     | 2     | Merdan Ataýew        | Turkménistan    | 2:03.68 |           |

### Demi-finales
Les huit meilleurs nageurs se qualifient pour la finale.
| Rang | Série | Ligne | Nom                  | Nationalité     | Temps   | Remarques |
| ---- | ----- | ----- | -------------------- | --------------- | ------- | --------- |
| 1    | 1     | 4     | Evgeny Rylov         | ROC             | 1:54.45 | Q         |
| 2    | 2     | 4     | Luke Greenbank       | Grande-Bretagne | 1:54.98 | Q         |
| 3    | 2     | 6     | Ryan Murphy          | États-Unis      | 1:55.38 | Q         |
| 4    | 1     | 1     | Ádám Telegdy         | Hongrie         | 1:56.19 | Q         |
| 5    | 2     | 1     | Nicolás García       | Espagne         | 1:56.35 | Q         |
| 6    | 2     | 5     | Bryce Mefford        | États-Unis      | 1:56.37 | Q         |
| 7    | 1     | 3     | Radosław Kawęcki     | Pologne         | 1:56.68 | Q         |
| 8    | 1     | 6     | Ryosuke Irie         | Japon           | 1:56.69 | Q         |
| 9    | 1     | 8     | Yohann Ndoye Brouard | France          | 1:56.83 |           |
| 10   | 1     | 2     | Tristan Hollard      | Australie       | 1:56.92 |           |
| 11   | 1     | 5     | Lee Ju-ho            | Corée du Sud    | 1:56.93 |           |
| 12   | 2     | 3     | Grigory Tarasevich   | ROC             | 1:57.06 |           |
| 13   | 2     | 7     | Roman Mityukov       | Suisse          | 1:57.07 |           |
| 14   | 2     | 2     | Keita Sunama         | Japon           | 1:57.16 |           |
| 15   | 1     | 7     | Brodie Williams      | Grande-Bretagne | 1:57.73 |           |
| 16   | 2     | 8     | Markus Thormeyer     | Canada          | 1:59.36 |           |

### Finale
Le record olympique d'Tyler Clary est amélioré par le Russe Evgeny Rylov durant cette finale.
| Rang | Ligne | Nom              | Nationalité     | Temps   | Remarques |
| ---- | ----- | ---------------- | --------------- | ------- | --------- |
| 1    | 4     | Evgeny Rylov     | ROC             | 1:53.27 | OR        |
| 2    | 3     | Ryan Murphy      | États-Unis      | 1:54.15 |           |
| 3    | 5     | Luke Greenbank   | Grande-Bretagne | 1:54.72 |           |
| 4    | 7     | Bryce Mefford    | États-Unis      | 1:55.49 |           |
| 5    | 6     | Ádám Telegdy     | Hongrie         | 1:56.15 |           |
| 6    | 1     | Radosław Kawęcki | Pologne         | 1:56.39 |           |
| 7    | 8     | Ryosuke Irie     | Japon           | 1:57.32 |           |
| 8    | 2     | Nicolás García   | Espagne         | 1:59.06 |           |